# Bred brynblomfluga
Bred brynblomfluga (Epistrophe ochrostoma) är en tvåvingeart som först beskrevs av Zetterstedt 1849.  Bred brynblomfluga ingår i släktet brynblomflugor, och familjen blomflugor. Arten är reproducerande i Sverige. Inga underarter finns listade i Catalogue of Life.